# Jaromír Jindráček
Jaromír Jindráček (* 1. února 1970) je bývalý český fotbalista, záložník a fotbalový trenér.

## Fotbalová kariéra
Hrál za SK Dynamo České Budějovice, FC Union Cheb, SK Slavia Praha, FK Jablonec, FK Teplice a FC Spolana Neratovice. V evropských pohárech nastoupil v 6 utkáních.

## Trenérská kariéra
V lize trénoval jako hlavní trenér FK Bohemians Praha.
Dále ve trenérském tandemu spolu s exligisty Miroslavem Obermajerem a sparťanskou legendou Jiřím Novotným trénoval v sezóně 17/18 FK Slavoj Vyšehrad U19 v české dorostenecké lize, kde výsledky zpočátku vypadaly hůře ale na jaře tým neprohrál a uhájil zde skvělé místo, pár bodů od prvenství. Současně však trénuje divizní tým Zbuzan, kde má dobré výsledky a stále působí i na lavičce U19 Vyšehradu